# 埃爾雷希奧
埃爾雷希奧（西班牙語：El Refugio）是薩爾瓦多的城鎮，位於該國西部，由阿瓦查潘省負責管轄，面積11.01平方公里，海拔高度360米，2007年人口9,655，人口密度每平方公里876.93人。
20°7′N 103°8′W / 20.117°N 103.133°W